# Caracal (comune)
Caracal  è un municipio della Romania di 30 954 abitanti, ubicato nel distretto di Olt, nella regione storica dell'Oltenia. 
Sebbene la leggenda voglia che la città tragga il suo nome per il fatto di essere stata fondata dall'Imperatore Romano Caracalla, essa è stata probabilmente fondata in epoca successiva ed il toponimo trarrebbe origine dalla lingua cumana ed in particolare dai termini kara (nero) e kal (fortezza) ed avrebbe quindi il significato di "Fortezza nera".
Durante il regime comunista Caracal era un importante centro industriale ed una delle basi militari più importanti del paese; dopo la rivoluzione del 1989, gran parte delle industrie hanno subito una pesante crisi dovuta alla mancanza degli ingenti sostegni economici garantiti dal vecchio regime, mentre la guarnigione militare è stata drasticamente ridimensionata dopo l'ammissione della Romania alla NATO.
Soltanto negli ultimi anni l'industria locale sta evidenziando qualche segnale di ripresa, grazie soprattutto ad investimenti di grandi gruppi stranieri.